# Санкт-Катрайн-ам-Оффенегг
Санкт-Катрайн-ам-Оффенег (нем. Sankt Kathrein am Offenegg) — коммуна (нем. Gemeinde) в Австрии, в федеральной земле Штирия. 
Входит в состав округа Вайц.  Население составляет 1201 человек (на 31 декабря 2005 года). Занимает площадь 40,24 км².

## Политическая ситуация
Бургомистр коммуны — Томас Дерлер (АНП) по результатам выборов 2005 года.
Совет представителей коммуны (нем. Gemeinderat) состоит из 15 мест.
- АНП занимает 9 мест.
- СДПА занимает 6 мест.